# エクソシスト トゥルー・ストーリー
『エクソシスト　トゥルー・ストーリー』（原題：Possessed）は、2000年に公開されたアメリカ合衆国のテレビ映画。出演はティモシー・ダルトン、ヘンリー・ツェニー、クリストファー・プラマーほか。
特殊効果はレイ・マクミラン。
日本では日本コロムビアが2001年5月19日にDVDを発売した。

## キャスト
※括弧内は日本語吹替。
- ボウダン神父：ティモシー・ダルトン（磯部勉）
- ロビー：ジョナサン・メイレン（矢島晶子）
- マクブライト神父：ヘンリー・ツェニー（山路和弘）
- ヒューム大司教：クリストファー・プラマー（小林勝彦）
- ハンナ：パイパー・ローリー
- カール：マイケル・ローデス
- フィリス：シャノン・ローソン